# Макота
Макота (малай. Pengiran Indera Makhota, Pengiran Indera Mahkota Shahbandar Mohammad Salleh — брунейський державний діяч XIX століття, намісник брунейського султана в Сараваку, шахбандар («начальник портів», один з 5 найвищих чиновників Брунею).
Народився у Самбасі з іменем Мохаммед Саллех (малай. Pengiran Mohammad Salleh ibnu Pengiran Sharifuddin). Його батько Шаріфуддін був нащадком султана Абдула Хаккула Мубіна, а також був родичем правлячої династії Самбаса. Здобув освіту в Батавії, також навчався в Нідерландах.
Макота був призначений брунейським султаном намісником Сараваку на початку 1827 року після відкриття там покладів сурми. Макота заснував поселення Серавак у нижній течії однойменної річки, що наразі є містом Кучинг. Для видобутку сурми він використовував примусову працю місцевих малайців і даяків. Прибуток від торгівлі надходив Макоті та його оточенню, через що місцева малайська знать також була невдоволена. Впливові знатні родини переселилися вище за течією річки та ближче до копалень, побудували там укріплення, зокрема в Ліда-Тана (малай. Lidah Tanah) та Сініавані (малай. Siniawan). 1836 року спалахнуло перше повстання з серії, що тривали до 1841 року. Повстанців підтримував зброєю сусідній нідерландський протекторат Султанат Самбас, до султана якого вони звернулися 1839 року з проханням прийняти Саравак під свою владу. Оскільки Макота не міг впоратися з повстанням, султан Омар Алі Сайфуддін II 1838 року надіслав свого бендагару (візира) принца Хашима для підсилення позиції Брунею. У Хашима одразу ж виник конфлікт з Макотою. Конфлікт ще заглибився, коли на прохання Хашима англієць Джеймс Брук 1839 року провів перемовини з повстанцями та примусив їх відступити вглиб острова від форту Серавак. Оскільки Хашим запропонував Бруку посаду намісника Сараваку, яку водночас займав Макота, останній намагався боротися й з Бруком. Низка спроб зіткнути Брука з місцевими малайськими лідерами зазнали поразки. 24 вересня 1841 року Хашим привів Брука до присяги намісника Сараваку в присутності Макоти, причому прибічники Хашима погрожували Макоті ножами. Підтвердження султаном призначення Брука в серпні 1842 року образило Макоту. Він залишив Серавак і перебрався жити до Муки, ближче до столиці Брунею.
У 1845 року Макота вирушив до двору султана, по дорозі він написав збірку віршів «Вірші Ракіса» (малай. Syair Rakis), яку подарував султану та спадкоємному принцу. Книжка була зкопійована багато разів та розповсюджена серед правлячого класу Брунею. 1852 року новий султан Абдул Момін надав Макоті титул шахбандара, «начальника портів», одну з 5 найвищих урядових посад Брунею.
У 1858 році у Лімбангу спалахнуло повстання. За порадою Брука, який прагнув позбавитися свого одвічного супротивника, родичі принца Хашима запропонували султану відправити Макоту з армією для придушення заколоту. По дорозі до Лімбангу шахбандар впав з човна й утопився. Його було урочисто поховано в Кіангге, неподалік столиці.